# Comuna de Bobolice
Bobolice (polaco: Gmina Bobolice) é uma gminy (comuna) na Polónia, na voivodia de Pomerânia Ocidental e no condado de Koszaliński.
De acordo com os censos de 2005, a comuna tem 10,006 habitantes, com uma densidade 27,2 hab/km².

## Área
Estende-se por uma área de 367,74 km².

## Comunas vizinhas
- Manowo, Polanów, Świeszyno, Tychowo, Biały Bór, Grzmiąca e Szczecinek.